# Давид Сеса
Давид Сеса (нім. David Sesa, нар. 10 липня 1973, Дієльздорф) — швейцарський футболіст, що грав на позиції півзахисника, нападника. По завершенні ігрової кар'єри — тренер. З 2022 року очолює тренерський штаб команди «Рапперсіль».
Виступав, зокрема, за клуби «Серветт», «Наполі» і СПАЛ, а також національну збірну Швейцарії.

## Клубна кар'єра
У футболі дебютував 1991 року виступами за команду «Цюрих», в якій провів два сезони, взявши участь у 30 матчах чемпіонату. 
Згодом з 1993 по 2000 рік грав у складі команд «Баден», «Серветт» та «Лечче».
Своєю грою за останню команду привернув увагу представників тренерського штабу клубу «Наполі», до складу якого приєднався 2000 року. Відіграв за неаполітанську команду наступні чотири сезони своєї ігрової кар'єри.
Протягом 2004—2008 років захищав кольори клубів «Аарау», «Палаццоло» та СПАЛ.
Завершив ігрову кар'єру у команді «Ровіго», за яку виступав протягом 2008—2010 років.

## Виступи за збірну
1994 року дебютував в офіційних матчах у складі національної збірної Швейцарії у товариському матчі проти збірної Австрії (0-1).
У складі збірної був учасником чемпіонату Європи 1996 року в Англії, де не зіграв жодного з трьох матчів команди, що вилетіла в першому раунді.
Загалом протягом кар'єри в національній команді, яка тривала 8 років, провів у її формі 36 матчів, забивши 1 гол.

## Кар'єра тренера
Розпочав тренерську кар'єру невдовзі по завершенні кар'єри гравця, 2012 року, очоливши тренерський штаб клубу «Волен», де пропрацював з 2012 по 2016 рік.
Протягом тренерської кар'єри також очолював команди «Беллінцона» та «Рапперсвіль», а також входив до тренерських штабів клубів «Андерлехт» та «Аль-Аглі».
З 2022 року очолює тренерський штаб команди «Рапперсвіль».
| Дата       | Місто          | Господарі         | Результат | Гості             | Турнір            | Голи | Примітки |
| ---------- | -------------- | ----------------- | --------- | ----------------- | ----------------- | ---- | -------- |
| 27-3-1996  | Відень         | Австрія           | 1 – 0     | Швейцарія         | товариський матч  | -    | 61'      |
| 31-8-1996  | Баку           | Азербайджан       | 1 – 0     | Швейцарія         | Відбір до ЧС 1998 | -    | 75'      |
| 2-4-1997   | Люцерн         | Швейцарія         | 1 – 0     | Латвія            | товариський матч  | -    | 78'      |
| 6-8-1997   | Братислава     | Словаччина        | 1 – 0     | Швейцарія         | товариський матч  | -    | 61'      |
| 20-8-1997  | Будапешт       | Угорщина          | 1 – 1     | Швейцарія         | Відбір до ЧС 1998 | -    | 64'      |
| 6-9-1997   | Лозанна        | Швейцарія         | 1 – 2     | Фінляндія         | Відбір до ЧС 1998 | -    | 57'      |
| 10-9-1997  | Осло           | Норвегія          | 5 – 0     | Швейцарія         | Відбір до ЧС 1998 | -    | 60'      |
| 11-10-1997 | Цюрих          | Швейцарія         | 5 – 0     | Азербайджан       | Відбір до ЧС 1998 | -    | 46'      |
| 25-3-1998  | Берн           | Швейцарія         | 1 – 1     | Англія            | товариський матч  | -    | 87'      |
| 22-4-1998  | Белфаст        | Північна Ірландія | 1 – 0     | Швейцарія         | товариський матч  | -    |          |
| 6-6-1998   | Базель         | Швейцарія         | 1 – 1     | Югославія         | товариський матч  | -    | 87'      |
| 2-9-1998   | Ниш            | Югославія         | 1 – 1     | Швейцарія         | товариський матч  | 1    | 20'      |
| 10-10-1998 | Удіне          | Італія            | 2 – 0     | Швейцарія         | Відбір до ЧЄ 2000 | -    |          |
| 14-10-1998 | Цюрих          | Швейцарія         | 1 – 1     | Данія             | Відбір до ЧЄ 2000 | -    | 89'      |
| 18-11-1998 | Будапешт       | Угорщина          | 2 – 0     | Швейцарія         | товариський матч  | -    |          |
| 10-2-1999  | Маскат         | Оман              | 1 – 2     | Швейцарія         | товариський матч  | -    | 66'      |
| 10-3-1999  | Санкт-Галлен   | Швейцарія         | 2 – 4     | Австрія           | товариський матч  | -    | 62' 79'  |
| 27-3-1999  | Мінськ         | Білорусь          | 0 – 1     | Швейцарія         | Відбір до ЧЄ 2000 | -    | 74'      |
| 28-4-1999  | Марусі         | Греція            | 1 – 1     | Швейцарія         | товариський матч  | -    | 85'      |
| 9-6-1999   | Лозанна        | Швейцарія         | 0 – 0     | Італія            | Відбір до ЧЄ 2000 | -    |          |
| 4-9-1999   | Копенгаген     | Данія             | 2 – 1     | Швейцарія         | Відбір до ЧЄ 2000 | -    | 77'      |
| 8-9-1999   | Лозанна        | Швейцарія         | 2 – 0     | Білорусь          | Відбір до ЧЄ 2000 | -    | 71'      |
| 9-10-1999  | Рексем         | Уельс             | 0 – 2     | Швейцарія         | Відбір до ЧЄ 2000 | -    |          |
| 29-3-2000  | Лугано         | Швейцарія         | 2 – 2     | Норвегія          | товариський матч  | -    |          |
| 26-4-2000  | Кайзерслаутерн | Німеччина         | 1 – 1     | Швейцарія         | товариський матч  | -    |          |
| 16-8-2000  | Санкт-Галлен   | Швейцарія         | 2 – 2     | Греція            | товариський матч  | -    | 60'      |
| 7-10-2000  | Цюрих          | Швейцарія         | 5 – 1     | Фарерські острови | Відбір до ЧС 2002 | -    |          |
| 15-11-2000 | Туніс          | Туніс             | 1 – 1     | Швейцарія         | товариський матч  | -    | 69'      |
| 2-6-2001   | Тофтір         | Фарерські острови | 0 – 1     | Швейцарія         | Відбір до ЧС 2002 | -    | 57'      |
| 6-6-2001   | Базель         | Швейцарія         | 0 – 1     | Словенія          | Відбір до ЧС 2002 | -    | 79'      |
| 15-8-2001  | Кайзерслаутерн | Австрія           | 1 – 2     | Швейцарія         | товариський матч  | -    | 62'      |
| 1-9-2001   | Базель         | Швейцарія         | 1 – 2     | Югославія         | Відбір до ЧС 2002 | -    | 75'      |
| 5-9-2001   | Люксембург     | Люксембург        | 0 – 3     | Швейцарія         | Відбір до ЧС 2002 | -    | 46'      |
| 6-10-2001  | Москва         | Росія             | 4 – 0     | Швейцарія         | Відбір до ЧС 2002 | -    |          |
| 13-2-2002  | Лімасол        | Угорщина          | 1 – 2     | Швейцарія         | товариський матч  | -    | 77'      |
| 15-5-2002  | Санкт-Галлен   | Швейцарія         | 1 – 3     | Канада            | товариський матч  | -    | 59'      |
| Усього     |                | Матчів            | 36        |                   | Голів             | 1    |          |